# 胡惠德
胡W德，OBE，JP（1887年10月23日－1964年3月3日）香港醫生。祖籍廣東省鶴山，生於香港。胡爾楷醫生長子。胡惠德妹妹胡素貞是香港第一位女博士。
胡惠德是英國倫敦大學內外全科醫學士。第一次世界大戰時，曾為英國第一野戰醫院服務。
戰後到美國進修醫學。1923年，任北京協和醫學院婦產科副教授，曾獲北洋政府頒授五等嘉禾勳章。1925年回到香港，在香港大學醫學院婦產科任教。1926年，胡惠德與何世全醫生乘船出海醫治漁民。1930年，他與蔣法賢醫生創立新界贈醫會，提供義診。1935年獲英皇喬治五世銀禧獎章。1938年委任非官守太平紳士。香港淪陷期間，胡惠德因司徒永覺間諜案被日軍逮捕，期間遭到日本憲兵隊酷刑折磨。1954年獲OBE勳銜。1964年3月3日，在香港嘉諾撒醫院病逝，安葬於香港華人基督教聯會薄扶林道墳場。